# Сантос, Лопе

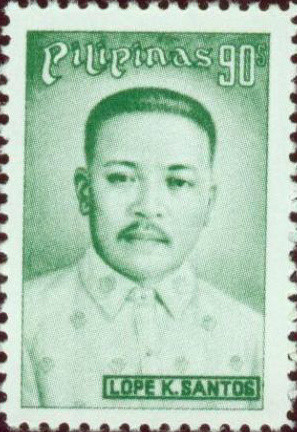
Лопе С. Сантос на почтовой марке Филиппин. 1978 г.

Лопе К. Сантос (25 сентября 1879, Пасиг, Генерал-капитанство Филиппины — 1 мая 1963, Филиппины) — филиппинский писатель

, журналист, лингвист, политический, государственный, профсоюзный и общественный деятель. Сенатор Филиппин. Писал на тагальском языке. Внёс большой вклад в развитие филиппинского и татагальского языков, грамматики и орфографии. Отец филиппинской грамматики.

## Биография
Сын участника филиппинской революции. Окончил Высшую нормальную учительскую школу. По образованию педагог. Продолжил образование, изучая право в Юридической академии (Academia de la Jurisprudencia), затем в Escuela Derecho de Manila (ныне Юридического колледж Манилы), в 1912 году получил степень бакалавра искусств.
В конце 1900 года Сантос создал свою собственную газету «Ang Kaliwanagan».
С 1903 года постоянно сотрудничал в газете «Мулинг Пагсиланг» («Возрождение»), тогда же стал заниматься профсоюзной деятельностью. Был избран председателем Филиппинского демократического рабочего союза (Union Obrera Democratica Filipina), вскоре переименованного в Союза рабочих Филиппин (Unión del Trabajo de Filipinas).
Социалист, член Националистической партии. Активно участвовал в политической и государственной жизни страны: занимал посты губернатора провинции Рисаль (1910), Нуэва-Виская (1918—1920) и сенатора Филиппин (1919—1922). С 1941 года возглавлял Комиссию по филиппинскому языку, регуляторный орган филиппинского языка, на который была возложена задача разработки, сохранения и продвижения различных местных филиппинских языков.

## Творчество
Дебютировал, как прозаик в 1901 году. Л. Сантос — автор романов, которые печатались с продолжение в периодических изданиях («Несчастная любовь», 1901—1902; «Луч и рассвет», 1906; «Не от Бога», 1912; «Уважение», 1927; «Ревнивая», 1931).
Наиболее известен своим социалистическим романом «Banaag at Sikat» (1906).
В 1940 году Сантос опубликовал первую грамматику на филиппинском языке «Balarila ng Wikang Pambansa».
В начале 1960-х годов из-за осложнений перенёс операцию на печени. Умер 1 мая 1963 года.
В 1971 году (посмертно) ему была присуждена престижная Республиканская премия культурного наследия в области литературы.